# モルス (ローマ神話)

守銭奴の死（ヒエロニムス・ボス画）

モルス（ラテン語: Mors）は、ローマ神話において死を司る女神。レトゥス（ラテン語: Letus）あるいはレトゥム（ラテン語: Letum）とも呼ばれる。
紀元前2世紀から畏敬され、一般的にオルクスやプルートー（ディース・パテル）と混同されることが多かったが、ローマ神話がギリシア神話と結びつくようになるとタナトスと同一視されるようになった。
死を司る神であることから、崇拝されるよりも恐れられ、ローマ帝国がキリスト教を国教とするようになると次第に忘れ去られていった。病の苦しみと人生の遍歴に穏やかな終焉をもたらすモルスは、ルネサンス期に至ってはほとんど記憶されておらず、既に「マイナーな神」となっていた。それでも、「良い死（自然死）」をもたらす善神であった。